# Red maravillosa
Una rete mirabile (del latín "red maravillosa"; en plural retia mirabilia) es una compleja red de arteriolas y vénulas muy cercanas entre sí, encontrada en algunos vertebrados, principalmente en los de sangre caliente.
Este término fue acuñado por Galeno.

Esta estructura vascular que adopta la forma de red, se encuentra localizada en sitios específicos del organismo de múltiples especies de vertebrados y debe distinguirse de una anastomosis vascular común.

## Anatomía

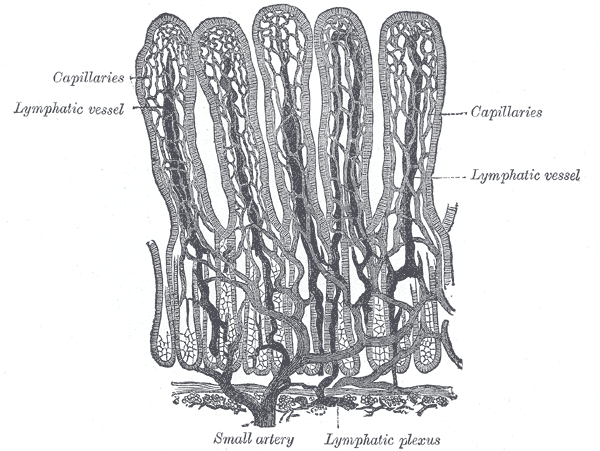
Microcirculación sanguínea de la vellosidad intestinal, un ejemplo de rete mirabilis a contracorriente. Las arteriolas son ascenentes y se muestran en negro.

Esta rete mirabile es la microvasculatura que resulta de la división sucesiva de arterias hasta el diámetro de arteriolas, que a su vez dan origen a una red capilar. Los capilares de la red se continúan con las vénulas. 
La rete mirabile carotídea está presente en numerosas especies de animales, pero no en los seres humanos. 
En el ganado doméstico, cabras, ovejas, buey, bisonte europeo, yak y alce, la rete mirabile epidurale rostrale está dispuesta a ambos lados de la fosa hipofisaria, ubicada en el seno cavernoso y está involucrada en el enfriamiento selectivo del cerebro y la conservación del agua corporal en Artiodactyla.

## Fisiología
La red maravillosa utiliza el mecanismo de flujo de sangre a contracorriente dentro de la red. La sangre fluye en direcciones opuestas en los sectores pre y pos capilares adyacentes, particularidad que le permite realizar un Intercambio por contracorriente. 

Es capaz de intercambiar calor, iones, o gases entre las paredes basales de los vasos, de modo que las dos corrientes sanguíneas, mantienen un gradiente con respecto a la temperatura, o concentración de gases o solutos. 